# Angelo Raffaele Nolé
Angelo Raffaele Nolè (Potenza, 27 marzo 1984) è un allenatore di calcio ed ex calciatore italiano, di ruolo attaccante, tecnico del FC Francavilla.

## Caratteristiche tecniche
Ala destra, può giocare anche come trequartista o come seconda punta.

## Carriera

### Giocatore
Debutta in prima squadra nel Potenza in Eccellenza; rimane nella squadra lucana anche nel successivo campionato di Serie D e poi anche in Serie C2. Nella stagione 2007-2008 ha giocato 7 partite in Serie B con la maglia del Messina, per poi tornare per una stagione al Potenza in Prima Divisione Lega Pro, dove ha segnato 4 reti in 28 presenze. Nella stagione 2009-2010 ha giocato sempre in Lega Pro con la maglia del Rimini, disputando anche i playoff per la promozione in Serie B.
Dal 2010 gioca con la maglia della Ternana, nel primo anno la squadra retrocede dopo aver perso i playout con il Foligno, per poi essere ripescata durante l'estate successiva.
L'anno successivo in stagione 2011-2012 ha vinto il campionato di Prima Divisione, dove è uno dei protagonisti della vittoria rossoverde, con 12 reti tra campionato e Coppa Italia.
Rimane nella squadra umbra anche in Serie B e la prima stagione in Serie B, si conclude con 19 presenze e realizza 4 reti. Durante la stagione subisce anche un grave infortunio al crociato che lo ha tenuto fuori per tutta la seconda parte della stagione.
L'anno successivo realizza 26 presenze, realizza 4 reti e fornisce ben 7 assist vincenti ai suoi compagni. Nel corso della stagione col cambio di panchina che passa da Domenico Toscano ad Attilio Tesser passa al ruolo di trequartista e ad aprile raggiunge anche le 100 presenze in rossoverde.
Rimasto svincolato per la stagione successiva firma un triennale con il Bassano Virtus in Lega Pro.
Il 27 agosto 2015 rescinde il proprio contratto che lo legava al Bassano Virtus e firma un contratto biennale con la Reggiana.
Il 21 gennaio 2017 viene comunicato il suo trasferimento a titolo definitivo al Modena.
Il 6 settembre 2017 viene acquistato dal Racing Fondi dopo che il 31 agosto aveva rescisso il contratto con gli emiliani.
Nel luglio 2018 firma un biennale con il Pro Piacenza, ma causa delle difficoltà finanziarie del club l'11 gennaio 2019 ottiene lo svincolo per inadempienze contrattuali.
Il 14 gennaio 2019 firma un contratto con la Virtus Verona fino al 30 giugno 2019.
Rimasto svincolato il 14 settembre 2019 scende in Serie D e firma con il club potentino del FC Francavilla. Al termine della stagione 2023-2024, chiude la sua carriera da calciatore.

### Allenatore
Appese le scarpette al chiudo, il 13 luglio 2024 viene nominato nuovo allenatore del FC Francavilla, passando dal campo alla panchina in meno di un mese.

## Statistiche

### Presenze e reti nei club
Statistiche aggiornate al 30 giugno 2024.
| Stagione           | Squadra            | Campionato         | Campionato | Campionato | Coppe nazionali | Coppe nazionali | Coppe nazionali | Coppe europee | Coppe europee | Coppe europee | Altre coppe | Altre coppe | Altre coppe | Totale | Totale |
| Stagione           | Squadra            | Comp               | Pres       | Reti       | Comp            | Pres            | Reti            | Comp          | Pres          | Reti          | Comp        | Pres        | Reti        | Pres   | Reti   |
| ------------------ | ------------------ | ------------------ | ---------- | ---------- | --------------- | --------------- | --------------- | ------------- | ------------- | ------------- | ----------- | ----------- | ----------- | ------ | ------ |
| 2000-2001          | Potenza            | Ecc.               | 8          | 1          | -               | -               | -               | -             | -             | -             | -           | -           | -           | 8      | 1      |
| 2001-2002          | Potenza            | Ecc.               | 30         | 6          | -               | -               | -               | -             | -             | -             | -           | -           | -           | 30     | 6      |
| 2002-2003          | Potenza            | D                  | 25         | 4          | CI-D            | 3               | 0               | -             | -             | -             | -           | -           | -           | 28     | 4      |
| 2003-2004          | Potenza            | D                  | 33         | 12         | CI-D            | 4               | 1               | -             | -             | -             | -           | -           | -           | 37     | 13     |
| 2004-2005          | Potenza            | C2                 | 21         | 4          | CI-C            | 3               | 0               | -             | -             | -             | -           | -           | -           | 24     | 4      |
| 2005-2006          | Potenza            | C2                 | 22+2       | 5+1        | CI-C            | 3               | 0               | -             | -             | -             | -           | -           | -           | 27     | 6      |
| 2006-2007          | Potenza            | C2                 | 29         | 11         | CI-C            | 4               | 1               | -             | -             | -             | -           | -           | -           | 33     | 12     |
| 2007-2008          | Messina            | B                  | 7          | 0          | CI              | 0               | 0               | -             | -             | -             | -           | -           | -           | 7      | 0      |
| 2008-2009          | Potenza            | 1D                 | 28         | 4          | CI-LP           | 3               | 1               | -             | -             | -             | -           | -           | -           | 31     | 5      |
| Totale Potenza     | Totale Potenza     | Totale Potenza     | 196+2      | 47+1       |                 | 20              | 3               |               | -             | -             |             | -           | -           | 218    | 51     |
| 2009-2010          | Rimini             | 1D                 | 23+2       | 8          | CI-LP           | 5               | 3               | -             | -             | -             | -           | -           | -           | 30     | 11     |
| 2010-2011          | Ternana            | 1D                 | 27+2       | 4          | CI-LP           | 1               | 2               | -             | -             | -             | -           | -           | -           | 30     | 6      |
| 2011-2012          | Ternana            | 1D                 | 26         | 8          | CI-LP           | 4               | 4               | -             | -             | -             | SLP         | 2           | 0           | 32     | 12     |
| 2012-2013          | Ternana            | B                  | 19         | 4          | CI              | 2               | 1               | -             | -             | -             | -           | -           | -           | 21     | 5      |
| 2013-2014          | Ternana            | B                  | 26         | 4          | CI              | 0               | 0               | -             | -             | -             | -           | -           | -           | 26     | 4      |
| Totale Ternana     | Totale Ternana     | Totale Ternana     | 98+2       | 20         |                 | 8               | 7               |               | -             | -             |             | 2           | 0           | 110    | 27     |
| 2014-2015          | Bassano Virtus     | LP                 | 31+5       | 10         | CI-LP           | 4               | 1               | -             | -             | -             | -           | -           | -           | 40     | 11     |
| 2015-2016          | Reggiana           | LP                 | 23         | 3          | CI-LP           | 0               | 0               | -             | -             | -             | -           | -           | -           | 23     | 3      |
| 2016-gen. 2017     | Reggiana           | LP                 | 19         | 4          | CI              | 2               | 2               | -             | -             | -             | -           | -           | -           | 21     | 6      |
| Totale Reggiana    | Totale Reggiana    | Totale Reggiana    | 42         | 7          |                 | 2               | 2               |               | -             | -             |             | -           | -           | 44     | 9      |
| gen-giu 2017       | Modena             | LP                 | 16         | 3          | CI+CI-LP        | -               | -               | -             | -             | -             | -           | -           | -           | 16     | 3      |
| 2017-2018          | Modena             | C                  | -          | -          | CI-C            | 1               | 0               |               |               |               |             |             |             | 1      | 0      |
| Totale Modena      | Totale Modena      | Totale Modena      | 16         | 3          |                 | 1               | 0               |               | -             | -             |             | -           | -           | 17     | 3      |
| 2017-2018          | Racing Fondi       | C                  | 29+2       | 6+2        | CI-C            | 0               | 0               | -             | -             | -             | -           | -           | -           | 31     | 8      |
| 2018-gen.2019      | Pro Piacenza       | C                  | 13         | 6          | CI-C            | 0               | 0               | -             | -             | -             | -           | -           | -           | 13     | 6      |
| gen.-giu.2019      | Virtus Verona      | C                  | 11+2       | 0          | CI-C            | 0               | 0               | -             | -             | -             | -           | -           | -           | 13     | 0      |
| 2019-2020          | FC Francavilla     | D                  | 20         | 8          | CI-D            | 1               | 0               | -             | -             | -             | -           | -           | -           | 21     | 8      |
| 2020-2021          | FC Francavilla     | D                  | 27         | 6          | -               | -               | -               | -             | -             | -             | -           | -           | -           | 27     | 6      |
| 2021-2022          | FC Francavilla     | D                  | 31+2       | 10         | CI-D            | 2               | 2               | -             | -             | -             | -           | -           | -           | 35     | 12     |
| 2022-2023          | FC Francavilla     | D                  | 27+1       | 7          | CI-D            | 3               | 0               | -             | -             | -             | -           | -           | -           | 31     | 7      |
| 2023-2024          | FC Francavilla     | Ecc.               | ?          | 13         | CI-Dil.         | ?               | ?               | -             | -             | -             | -           | -           | -           | ?      | 13     |
| Totale Francavilla | Totale Francavilla | Totale Francavilla | 105+3      | 44         |                 | 6               | 2               |               | -             | -             |             | -           | -           | 114    | 46     |
| Totale carriera    | Totale carriera    | Totale carriera    | 558+18     | 151+3      |                 | 46              | 18              |               | -             | -             |             | 2           | 0           | 624    | 172    |

### Statistiche da allenatore
Statistiche aggiornate al 4 maggio 2025. In grassetto le competizioni vinte.
| Stagione        | Squadra         | Campionato      | Campionato | Campionato | Campionato | Campionato | Coppe nazionali | Coppe nazionali | Coppe nazionali | Coppe nazionali | Coppe nazionali | Coppe continentali | Coppe continentali | Coppe continentali | Coppe continentali | Coppe continentali | Altre coppe | Altre coppe | Altre coppe | Altre coppe | Altre coppe | Totale | Totale | Totale | Totale | % Vittorie | Piazzamento |
| Stagione        | Squadra         | Comp            | G          | V          | N          | P          | Comp            | G               | V               | N               | P               | Comp               | G                  | V                  | N                  | P                  | Comp        | G           | V           | N           | P           | G      | V      | N      | P      | %          | Piazzamento |
| --------------- | --------------- | --------------- | ---------- | ---------- | ---------- | ---------- | --------------- | --------------- | --------------- | --------------- | --------------- | ------------------ | ------------------ | ------------------ | ------------------ | ------------------ | ----------- | ----------- | ----------- | ----------- | ----------- | ------ | ------ | ------ | ------ | ---------- | ----------- |
| 2024-2025       | FC Francavilla  | D               | 34         | 11         | 8          | 15         | CI-D            | 2               | 1               | 0               | 1               | -                  | -                  | -                  | -                  | -                  | -           | -           | -           | -           | -           | 36     | 12     | 8      | 16     | 33,33      | 12º         |
| Totale carriera | Totale carriera | Totale carriera | 34         | 11         | 8          | 15         |                 | 2               | 1               | 0               | 1               |                    | -                  | -                  | -                  | -                  |             | -           | -           | -           | -           | 36     | 12     | 8      | 16     | 33,33      |             |

## Palmarès

### Club

#### Competizioni regionali
- Coppa Italia Dilettanti Basilicata: 1

Potenza: 2001-2002
- Eccellenza: 2

Potenza: 2002-2003
FC Francavilla: 2023-2024

#### Competizioni nazionali
- Lega Pro Prima Divisione: 1

Ternana: 2011-2012